# Ana Chaves
Ana Álvares de Chaves (auch einfach: Ana Chaves, * um 1520 im Königreich Portugal; † um 1600 in São João dos Angolares) war eine adlige Grundbesitzerin und eine wichtige soziale und politische Persönlichkeit in der damaligen portugiesischen „Überseeprovinz“ Província Ultramarina de São Tomé e Príncipe (heute: São Tomé und Príncipe).

## Leben
Man vermutet, dass Ana Chaves 1520 als Tochter der Dame Cezília de Chaves und von João de Avis, Príncipe Real, dem damaligen Thronfolger, im Königreich Portugal geboren wurde. Offenbar unterhielt Cezília eine geheime Beziehung mit dem Kronprinzen. Cezília de Chaves muss eine besonders schöne Frau gewesen sein. Sie hatte jüdische Vorfahren. In Bezug auf ihre Abkunft hätte Ana Chaves eigentlich Ana de Chaves Avis oder Ana Avis de Portugal heißen müssen, wenn sie eine legitime Tochter von Johann III. gewesen wäre.
Nachdem er König geworden war, musste Johann III. eine europäische Adlige heiraten. Die Wahl fiel auf Katharina von Kastilien (von Österreich), welche er 1525 ehelichte. Aber Cezília de Chaves blieb offenbar auch nach der Heirat dem Hof sehr nahe.
Katharina war sehr unzufrieden mit der Anwesenheit von Mutter und Tochter und veranlasste Johann, Cezília und Ana Mitte der 1530er in die Ferne zu entsenden. Um für die Sicherheit beider zu sorgen, wurde Ana, damals schon eine schöne junge Frau, von Johann III. mit einem gewissen Gonçalo Álvares, dem Neffen des Lehnsherrn und Kolonialgouverneurs Álvaro de Caminha, verheiratet. In dieser Zeit begann sie mit Ana Álvares de Chaves zu unterschreiben.
König Johann III. bestätigte dem Paar immense Geldmittel und Landvermögen und entsandte sie mit Cezília nach São Tomé.

### In São Tomé
Álvares wurde von König Johann III. als Verwalter der Colónia de São Tomé eingesetzt, welche zu der Zeit noch nicht mit der Kolonie auf der Insel Príncipe zusammengeschlossen war.
In São Tomé wirkte Gonçalo Álvares als Kolonialverwalter, Plantagenbesitzer und als Sklavenhändler zwischen der damaligen Colónia de Angola (África Ocidental Portuguesa, Angola) und Portugal.
1540 starb Cezília und im folgenden Jahr auch Gonçalo Álvares. Ana und Gonçalo hatten einen einzigen Sohn, Gonçalo Álvares de Chaves. Ana erlebte auch ihre Enkelin Catarina Trindade de Chaves welche ihre Erbin wurde. Eine weitere Urenkelin Ana da Cunha Chaves wurde in der Geschichte oft mit Ana Chaves verwechselt.
Nach dem Tod ihres Mannes und ihrer Mutter übernahm Ana die Geschäfte der Familie und widmete sich stark spirituellen Belangen, sowie der Erziehung und Bildung, zunächst für ihren eigenen Sohn, und, nach dessen Tod, auch der Erziehung ihrer Enkelin, bis sie diese mit dem Juden João Barbosa da Cunha verheiratete. Sie ließ Kirchen erbauen und renovieren, gründete ein Kloster für die Franziskaner (OFM), spendete einen Palast für die Kolonialverwaltung, sie gab mehreren Juden, die nach São Tomé verbannt worden waren, Unterschlupf und Schutz, und agierte als Mäzenatin (Patronin) der Kolonie. Am Ende ihres Lebens gab sie den Sklavenhandel auf und verfügte die Freilassung (alforria) ihrer Sklaven (während ihre Geschäfte durch Landwirtschaft und Handel weiter florierten). Ihr Einfluss war so groß, dass sie in Übergangszeiten für die Gouverneure die Geschäfte der Kolonie führte.

## Tod
Ana Chaves starb wahrscheinlich um 1600 auf ihrem Anwesen in São João dos Angolares. Sie wurde, wie auch ihr Mann und ihre Mutter vor ihr, in der Capela de São João Baptista beigesetzt. Nachdem die Kapelle 1880 zerstört worden war, wurden ihre sterblichen Überreste und die ihres Mannes in die Igreja da Misericórdia überführt. Nachdem diese Kirche verfiel und aufgegeben worden war, wurden die Überreste der beiden letztlich in der Sé Catedral de Nossa Senhora da Graça de São Tomé beigesetzt.

## Ehrungen und Vermächtnis
Im Andenken an die mächtige und einflussreiche Frau der Kolonialzeit sind bis heute mehrere geografische, historische und ingenieurtechnische Wahrzeichen nach ihr benannt, wie der Pico Ana de Chaves, die Baía de Ana Chaves, der Rio Ana Chaves, der Porto de Ana Chaves (Hafen von São Tomé und Príncipe), die Avenida Marginal Ana Chaves und andere.